# Madonna del manganello

Il santino della Madonna del manganello

La Madonna del manganello (in Calabria nota come Madonna della mazza) è una rappresentazione iconografica della figura cristiana della Madonna, diffusasi inizialmente a Monteleone (la futura Vibo Valentia) e a Nicastro (oggi quartiere di Lamezia Terme) durante il ventennio fascista e caduta in disuso con la fine del regime.
Una statua con tale rappresentazione, da cui vennero tratti dei santini, era presente a Monteleone, ma scomparve alla fine della seconda guerra mondiale.

## Iconografia
La Madonna del manganello, che mai ricevette un riconoscimento ecclesiastico ufficiale, rientrò in un insieme di rappresentazioni, principalmente in forma di statue e santini, diffuse negli anni trenta del XX secolo, nell'ottica dello spirito clerico-fascista voluto da settori della Chiesa cattolica e dal regime stesso. Anticipazione illustre di queste rappresentazioni è il celebre pannello della Madonna del fascio (1927), attualmente conservato a Predappio.
Nell'ambito di questa corrente, si arrivò nel 1926 a definire san Francesco "precursore del Duce", o l'icona di santa Chiara in trionfo sui fasci littori.
Sempre nel contesto di questa corrente clericale si possono inquadrare le numerose "preghiere per il Duce", che furono composte in quegli anni, e divulgate proprio tramite il retro di questi santini.
La statua della Madonna del Manganello fu realizzata da Giuseppe Malecore (1876-1967), uno scultore di Lecce specializzato - al pari del padre, Francesco, e del fratello, Aristide - nella lavorazione della cartapesta, come arredo sacro per una chiesa non parrocchiale di Monteleone, dal 1928 diventata Vibo Valentia.
La statua rappresentava una Madonna con bambino, nella tipica iconografia della Madonna del Soccorso che, mentre nella mano sinistra sorreggeva il figlio Gesù, con la destra sollevava un manganello nodoso. Ai piedi della donna si trovava un secondo bambino in piedi. La statua era realizzata in cartapesta colorata, e da questa rappresentazione furono realizzate in seguito, con metodo fotografico, alcune serie di santini.
L'immagine fu ripresa dagli organi del partito, che la elessero dapprima a "patrona degli squadristi", poi a "protettrice dei fascisti".

## La "preghiera"
Asvero Gravelli, giornalista organico al regime, direttore della rivista «Antieuropa» e raccoglitore dei canti fascisti, compose una sorta di preghiera, che sarebbe stata collocata anche nel retro del santino della Madonna del manganello, la quale così recitava:

## Rievocazione cinematografica
La figura della Madonna del manganello è stata rievocata da Corrado Guzzanti nel film del 2006 Fascisti su Marte.